# Turquie aux Jeux olympiques d'hiver de 1994
La Turquie participe aux Jeux olympiques d'hiver de 1994 à Lillehammer en Norvège.
La délégation turque est composée d'un seul athlète, le skieur de fond Mithat Yıldırım (en). Elle n'obtient aucune médaille durant ces jeux olympiques.
Le porte-drapeau lors de la cérémonie d'ouverture est le skieur de fond Mithat Yıldırım

## Engagés par sport

### Ski de fond
| Athlète              | Épreuve        | Résultat      | Résultat |
| Athlète              | Épreuve        | Temps         | Rang     |
| -------------------- | -------------- | ------------- | -------- |
| Mithat Yıldırım (en) | 10km classique | 32 min 34 s 8 | 87e      |